# 皇家軍械庫

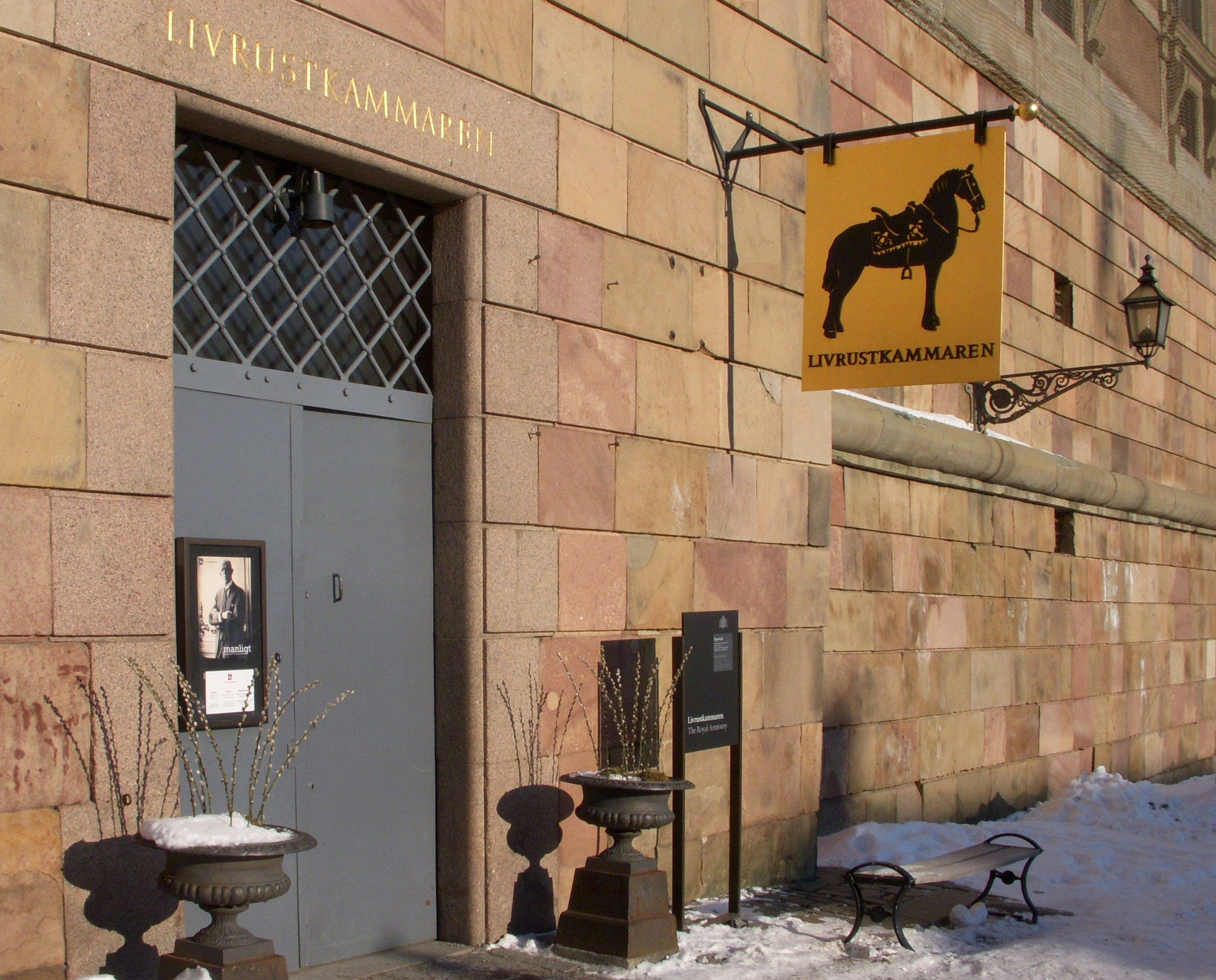
皇家軍械庫

皇家軍械庫（Livrustkammaren）是瑞典斯德哥爾摩的一座博物館，位於斯德哥爾摩王宮內。皇家軍械庫是瑞典歷史最古老的博物館，創建於1628年。博物館收藏有瑞典入侵波蘭期間用於飲酒的號角。

## 外部連結
- 官方网站